# Nik Turner

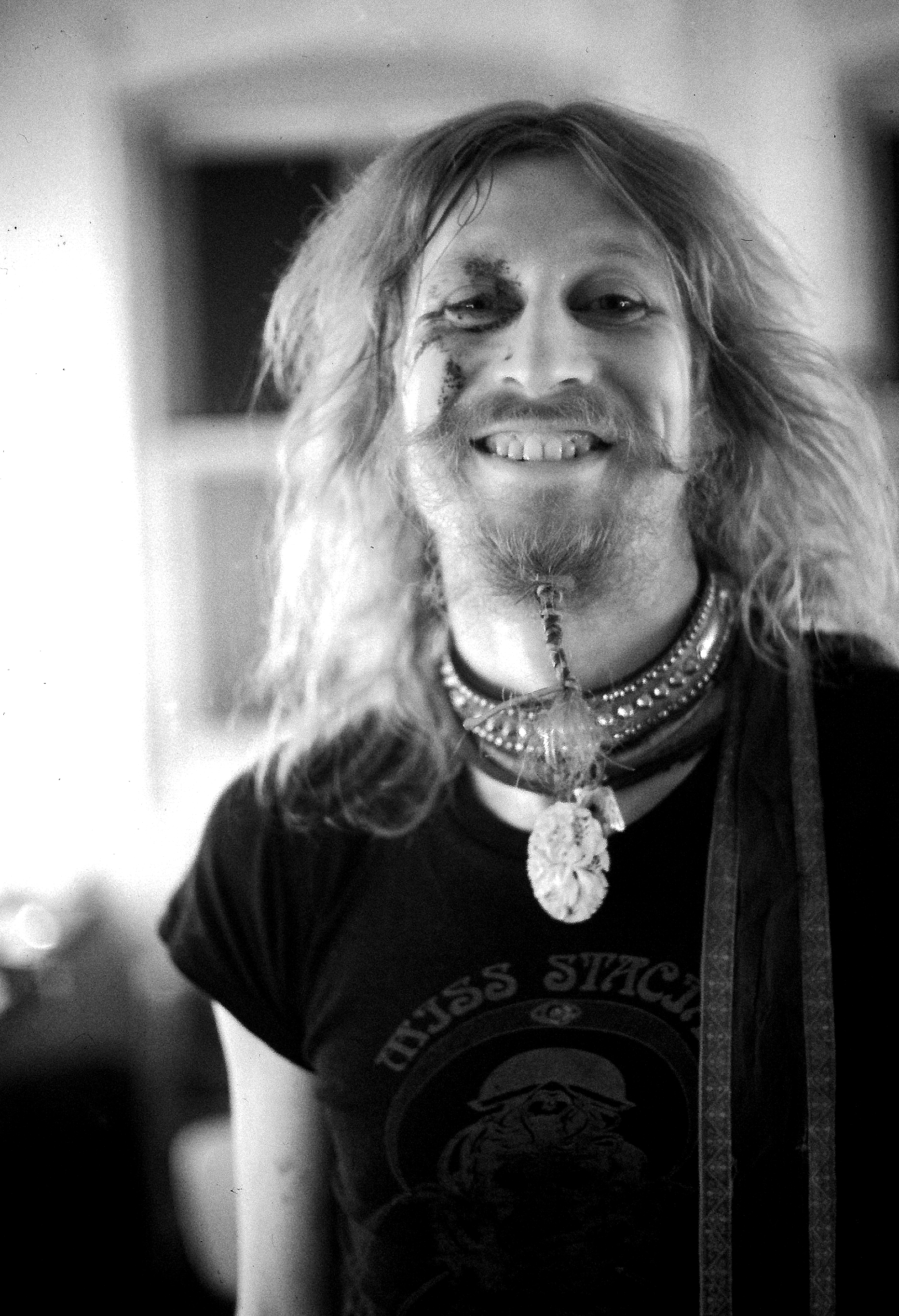
Nik Turner (1974)

Nicholas Turner, mais conhecido como Nik Turner (Oxford, 28 de agosto de 1940 – 10 de novembro de 2022), foi um músico britânico, mais conhecido como um membro fundador dos pioneiros do space rock Hawkwind. Turner tocou saxofone, flauta, cantou e foi compositor. Enquanto fazia parte do Hawkwind, Turner era reconhecido por suas atuações em um estilo free jazz experimental e sua presença de palco extravagante, com o costume de aparecer com frequência totalmente maquiado e vestindo trajes inspirados no Antigo Egito.

## Discografia
Para a obra de Turner como membro do Inner City Unit, ver o artigo do Inner City Unit. Para a sua obra como membro do Space Ritual, ver o artigo do Space Ritual (banda).

### Com o Hawkwind
- 1970 – Hawkwind
- 1971 – In Search of Space
- 1972 – Doremi Fasol Latido
- 1973 – Space Ritual
- 1974 – Hall of the Mountain Grill
- 1975 – Warrior on the Edge of Time
- 1976 – Astounding Sounds, Amazing Music
- 1980 – Weird Tapes Volume 3 – ao vivo 1975-77
- 1981 – Weird Tapes Volume 5 – ao vivo 1976-77
- 1982 – Choose Your Masques – convidados em "Void City" apenas
- 1982 – Weird Tapes Volume 6 – ao vivo 1970-73
- 1983 – Weird Tapes Volume 8 – ao vivo 1966-73
- 1983 – The Text of Festival – ao vivo 1970-1971
- 1983 – Zones – ao vivo 1980 and 1982
- 1984 – This Is Hawkwind, Do Not Panic – ao vivo 1980 and 1984
- 1984 – Bring Me the Head of Yuri Gagarin – ao vivo 1973
- 1984 – Space Ritual Volume 2 – ao vivo 1972
- 1987 – Out & Intake – outtakes e ao vivo 1982-1986
- 1991 – BBC Radio 1 Live in Concert – ao vivo 1972
- 1995 – Undisclosed Files Addendum – ao vivo 1984 e 1988
- 1997 – The 1999 Party – ao vivo 1974
- 1999 – Atomhenge 76 – ao vivo 1976
- 2000 – Choose Your Masques: Collectors Series Volume 2 – ao vivo 1982

### Projetos solo e colaborativos
- 1978 – Nik Turner's Sphynx – Xitintoday (Charisma, CDS4011)
- 1993 – Nik Turner – Sphynx (Cleopatra, CLEO21352)
- 1994 – Nik Turner – Prophets of Time (Cleopatra, CLEO69082)
- 1995 – Nik Turner – Space Ritual 1994 Live (Cleopatra, CLEO95062) e vídeo-DVD (Cherry Red, CRDVD136) – ao vivo
- 1995 – Pinkwind – Festival Of The Sun (Twink Records, TWK CD2) – ao vivo
- 1995 – Anubian Lights – Eternal Sky (Hypnotic, CLEO96032)
- 1996 – Hawkfairies – Purple Haze (Twink Records, TWK CD5) – ao vivo
- 1996 – Anubian Lights – The Jackal and Nine EP (Hypnotic, CLEO 9666-2)
- 1996 – Nik Turner – Past or Future? (Cleopatra) – ao vivo
- 1997 – Nik Turner – Sonic Attack 2001 (Dossier, 8480) – álbum de compilação
- 1998 – Anubian Lights – Let Not The Flame Die Out (Hypnotic, CLP 0346-2)
- 2000 – Nik Turner's Sphynx – ao vivo At Deeply Vale (Ozit/Morpheus) – ao vivo 1978
- 2001 – Nik Turner's Fantastic All Stars – Kubanno Kickasso (Ozit/Morpheus, niktcd334)

### Participações especiais
- 1974 – Robert Calvert – Captain Lockheed and the Starfighters (United Artists, UAG 29507)
- 1975 – Robert Calvert – Lucky Leif and the Longships (United Artists, UAG 29852)
- 1975 – Michael Moorcock & Deep Fix – New Worlds Fair (United Artists, UAG 29732)
- 1979 – Mother Gong – Fairy Tales (Charly, CHRL 5018)
- 1981 – Robert Calvert – Hype (A-Side, IF 0311)
- 1981 – Mother Gong – Robot Woman
- 1981 – Sham 69 – The Game (Polydor, 5033)
- 1982 – Catherine Andrews – Fruits (Cat Tracks, PURRLP2)
- 1982 – The Astronauts – Peter Pan Hits The Suburbs (Genius)
- 1982 – Big Amongst Sheep – Terminal Velocity (Rock Solid)
- 1983 – Underground Zero - The Official Bootleg
- 1994 – Psychic TV – Pagan Day (Cleopatra)
- 1994 – Helios Creed  – Busting Through the Van Allen Belt (Cleopatra, CLP 9465-2)
- 1995 – The Stranglers – The Stranglers & Friends Live in Concert – ao vivo 1980
- 1995 – Sting and the Radioactors – Nuclear Waste (Voiceprint, BP181CD) – Gravado em 1978
- 1996 – The Moor – Flux (Bishop Garden Records, BGR 03.1996.01 RM)
- 1997 – Nigel Mazlyn Jones, Guy Evans and Nik Turner – ao vivo (Blueprint, BP250CD) – ao vivo
- 1999 – Dark Sun – Ice Ritual (Burnt Hippie records, BHR-004)
- 1999 – 46000 Fibres – The 5th Anniversary Concerts: Set 3 (TRI 3/3)
- 1999 – Babylon Whores – King Fear (Necropolis Records )
- 2001 – Blue Horses – Ten Leagues Beyond World's End[2]
- 2003 – The Jalapeños – Tear It Up (3D Discs 0002)
- 2004 – Spaceseed – Future Cities Of The Past Part 1 (Project 9 Records)
- 2004 – Michael Moorcock and the Deep Fix – Rollercoaster Holiday (Voiceprint, VP351CD) – demos gravadas em 1975
- 2005 – Saturnia – Muzak (Elektrohasch, ATHG-4127)

### Coletâneas
- 1985 – Hawkwind, Friends and Relations Volume 2 – "The Man with the Golden Arm"
- 1995 – Saucerful of Pink: A Tribute to Pink Floyd – "Careful With That Axe Eugene"

## Publicações
Existem três biografias sobre o Hawkwind que contêm contém contribuições extensivas de Nik Turner e seções sobre este.
- Kris Tait This is Hawkwind: Do not Panic (1984, publicado pela banda e com edição esgotada)
- Ian Abrahams Sonic Assassins (Publicado pela SAF publishing; ISBN 0-946719-69-1)
- Carol Clerk Saga of Hawkwind (Editora: Music Sales Limited ISBN 1-84449-101-3)